# Karlborgska gården
Karlborgska gården är en byggnad i kvarteret Hästskon vid hörnet Norra Ringgatan/Nygatan i Alingsås. Byggnaden, som uppfördes i början av 1800-talet, är byggnadsminne sedan den 31 januari 1983.

## Historia
Kvarteret Hästskon 1 ägdes år 1773 av hovslagaren Carl Mellberg. År 1827 uppges i brandförsäkringshandlingar att den beboddes av vagnmakaren Petter Jägerström. Sannolikt har tomten varit bebyggd omkring sekelskiftet 1800. En karta från 1876 visar en bebyggelse på tomten, som helt överensstämmer med dagens bostadshus i hörnet Norra Ringgatan och magasin och bodar grupperade runt den kringbyggda gården. Målarmästaren F.G. Karlborg ägde gården på 1890-talet och år 1919 står Georg Karlborg, även han målarmästare, som ägare av gården. Namnet har gården fått av målarmästarna Karlborg, som ägde gården från 1800-talets slut till 1969 då Georgs dotter Viola Karlborg (gift Melin) tog över. Kort efter övertog Violas son, Stig Melin, gården och senare hans dotter Pamela Melin (gift Röine), som är nuvarande ägare.
Bostadshuset mot Nygatan är den äldsta delen. Byggnaden mot Ringvägen är uppförd sannolikt någon gång under sent 1800-tal/tidigt 1900-tal. De grönmålade dörrbladen med småspröjsade fönster är från denna tid. Byggnaden hade tidigare en ingång från gatan. Trapphuset är från 1910-talet. I det nedre våningsplanet låg den gamla målarhallen. Gårdslängan har inrymt brygghus, avträde och andra ekonomiutrymmen. Invid den sydöstra gaveln finns ett litet trädgårdsutrymme som var avsett för gesällerna. Detta ligger avskilt från gården i övrigt och ligger skyddat bakom ett plank mot gatan. I detta utrymme påträffades under en grävning en stor sten som visade sig vara nederdelen till en medeltida dopfunt. Miljön omfattar även före detta stall med höloft.

## Beskrivning
Den Karlborgska gården, ett före detta garveri, är med sin slutna gårdsanläggning ett bra exempel på äldre hantverksgård. Det vinkelbyggda bostadshuset har portlider och är uppfört i två plan med empirinspirerad träpanelsarkitektur, bestruken med grå oljefärg. Uthuslängorna, som omsluter en kullerstensbelagd gård, är målade med rödfärg.
Bostadshuset har i sin detaljutformning mot gatan ett tydligt empireuttryck, medan fasaden mot gården har ett mer lågmält uttryck. Hela fasaden mot gatan, även ekonomibyggnaden, är målad med grå oljefärg. I fasaden mot gatan går att utläsa den äldsta bostadsdelen, den senare tillbyggda, samt den slutna karaktären hos ekonomibyggnaden. Den äldsta bostadsdelen har gråmålad profilerad locklistpanel. Fönstren mot Nygatan är parvis placerade. Under takfoten löper en tandfris. Portomfattningen och fönsteromfattningarnas dekorerade utformning har samma empireuttryck. Den blåmålade träporten mot Ringgatan har en smal dörr i mitten. Översta "spegeln" har figursågade ribbor för ljusgenomsläpp. Mot gården finns två trapphus samt en före detta målarhall. Fasadlängan mot Ringgatan är målad med Falu rödfärg efter trapphuset och ansluter på så sätt till stallet.
Ekonomilängan från 1790-talet har inrymt flera olika funktioner som avträde, brygghus, med mera. Till varje utrymme finns en blåmålad bräddörr. Några dörrar i dess östra del har glasade partier överst. Vid det utrymme som var brygghus finns en vattenpump och en murad skorsten i anslutning till detta.
I det tidigare garveriets fasad sitter två stora tvåluftsfönster spröjsade med vardera tre rutor. Fasaden är klädd med vankantad faluröd panel. I dess bottenplan finns ett garage, men de ursprungliga funktionerna som stall och loge är fortfarande avläsbara i byggnaden. Den del som vänder sig mot Ringvägen har gråmålad panel.